# Gibsland
Gibsland – miasto w Stanach Zjednoczonych, w stanie Luizjana, w parafii Bienville.